# 글리제 758
글리제 758은 거문고자리 방향으로 지구로부터 약 50광년 떨어진 곳에 있는 G형 주계열성이다. 분광형상 글리제 758은 우리 태양과 비슷하나, 모든 면에서 태양보다 조금씩 작고, 덜 뜨겁고, 덜 밝다. 겉보기 등급은 약 6으로 맨눈으로 보기는 힘드나 작은 망원경이나 쌍안경으로는 쉽게 관측 가능하다.

## 동반 천체
2009년 11월 스바루 망원경의 HiCIAO 장치를 이용, 직접 사진을 찍어 대략 목성질량의 10 ~ 40배에 이르는 갈색 왜성 한 개가 별을 돌고 있음을 확인했다. 촬영한 영상에는 두 번째 동반 천체가 있음을 짐작케 하는 증거가 나타나 있었다. 만약 이 동반 천체들의 존재가 검증된다면 글리제 758계는 직접 사진을 찍어 그 존재를 확인한 몇 되지 않는 외계 행성계가 될 것이다.
| 동반 천체 (가까운 천체순) | 질량 (MJ)   | 공전주기 (일) | 공전궤도 반지름 (AU) | 이심률 |
| ------------------------- | ----------- | ------------- | -------------------- | ------ |
| B                         | 20          | 291           | 54.5                 | 0.69   |
| C                         | 11.7 ~ 46.5 | ?             | ~19                  | ?      |

## 같이 보기
- 포말하우트
- HR 8799
- 2M1207